# Me envenena
«Me envenena» es el segundo sencillo del primer disco de Sergio Rivero, "Quiero".

## Sencillo
El sencillo fue publicado el 6 de febrero de 2006 sólo en España, a pesar de que el anterior sencillo, "Como Cambia La Vida", iba a ser publicado por diferentes lugares del mundo, como América Latina, debido al fracaso del sencillo en España, nunca se publicó en el extranjero.
El sencillo debutó en un pésimo #68, vendiendo menos de 9000 copias en España, y siendo un fracaso absoluto para el cantante, que no pudo remontar las ventas del disco con este sencillo.
Debido a esto, este sencillo también se canceló para promocionarlo internacionalmente. Todo este fracaso puede venir a consecuencia de los formatos del sencillo, siendo tan sólo de un CD-Single, y con sólo el sencillo principal y un tema que a aparece en el disco.

## Canciones
CD 1
1. Me Envenena [Radio Edit]
2. Mírame

## Posiciones en las listas
| Singles Chart (2006)  | Posición |
| --------------------- | -------- |
| Cadena 100            | 55       |
| Spanish Singles Chart | 68       |

## Trayectoria en las listas
| Posición | 80 | 68 | 123 | Out |

- Datos: Q6008064